# روبنزفيل
روبنزفيل (بالإنجليزية: Robbinsville)‏ هي مدينة أمريكية ومركز مقاطعة غراهام في ولاية كارولاينا الشمالية في الولايات المتحدة الأمريكية.

## التركيبة السكانية
حدّد مكتب تعداد الولايات المتحدة بيانات التركيبة السكانية لروبنزفيل في تعداد الولايات المتحدة. في ما يلي، التركيبة السكانية حسب تعدادي 2000 و2010.

### تعداد عام 2000
بلغ عدد سكان روبنزفيل 747 نسمة بحسب تعداد عام 2000، وبلغ عدد الأسر 346 أسرة وعدد العائلات 208 عائلة مقيمة في البلدة. في حين سجلت الكثافة السكانية 431.8 نسمة لكل كيلومتر مربع (1,118.4/ميل2). وبلغ عدد الوحدات السكنية 393 وحدة بمتوسط كثافة قدره 227.2 لكل كيلومتر مربع (588.4/ميل2).
وتوزع التركيب العرقي للبلدة بنسبة 94.38% من البيض و4.42% من الأمريكيين الأصليين و0.54% من الأعراق الأخرى و0.67% من عرقين مختلطين أو أكثر و0.67% من الهسبانيون أو اللاتينيون من أي عرق.
بلغ عدد الأسر 346 أسرة كانت نسبة 31.5% منها لديها أطفال تحت سن الثامنة عشر تعيش معهم، وبلغت نسبة الأزواج القاطنين مع بعضهم البعض 39.6% من أصل المجموع الكلي للأسر، ونسبة 16.5% من الأسر كان لديها معيلات من الإناث دون وجود شريك، بينما كانت نسبة 4% من الأسر لديها معيلون من الذكور دون وجود شريكة وكانت نسبة 39.9% من غير العائلات. تألفت نسبة 38.4% من أصل جميع الأسر من عدة أفراد يعيشون في نفس المنزل ونسبة 19.7% كانت تتألف من شخص يعيش بمفرده يبلغ من العمر 65 عاماً أو أكثر. وبلغ متوسط حجم الأسرة المعيشية 2.14، أما متوسط حجم العائلات فبلغ 2.85.
بلغ العمر الوسطي للسكان 36.8 عاماً. وكانت نسبة 24.8% من القاطنين تحت سن الثامنة عشر، وكانت نسبة 10.3% بين الثامنة عشر والرابعة والعشرين عاماً، ونسبة 24.9% كانت واقعةً في الفئة العمرية ما بين الخامسة والعشرين والرابعة والأربعين عاماً، ونسبة 21.2% كانت ما بين الخامسة والأربعين والرابعة والستين، ونسبة 18.1% كانت ضمن فئة الخامسة والستين عاماً فما فوق. يوجد لكل 100 أنثى 91.5 ذكر، ويوجد لكل 100 أنثى في الثامنة عشر من عمرها فما فوق 78.8 ذكر.
بلغ متوسط دخل الأسرة في البلدة 14,688 دولارًا، أما متوسط دخل العائلة فبلغ 21,705 دولارًا. وكان متوسط دخل الذكور 16,912 دولارًا مقابل 14,886 دولارًا للإناث. وسجل دخل الفرد الخاص بالبلدة 10,275 دولارًا. وكانت نسبة 26.5% من العائلات ونسبة 34.5% من السكان تحت خط الفقر، وكان من هؤلاء نسبة 46.6% تحت سن الثامنة عشر ونسبة 37.8% في الخامسة والستين من العمر وما فوق.

### تعداد عام 2010
بلغ عدد سكان روبنزفيل 620 نسمة بحسب تعداد عام 2010، وبلغ عدد الأسر 283 أسرة وعدد العائلات 157 عائلة مقيمة في البلدة. في حين سجلت الكثافة السكانية 358.4 نسمة لكل كيلومتر مربع (928.3/ميل2). وبلغ عدد الوحدات السكنية 384 وحدة بمتوسط كثافة قدره 222 لكل كيلومتر مربع (575.0/ميل2).
وتوزع التركيب العرقي للبلدة بنسبة 84.68% من البيض و3.39% من الأمريكيين الأصليين و0.97% من الأمريكيين ذوي الأصول الآسيوية و0.32% من سكان جزر المحيط الهادئ و9.35% من الأعراق الأخرى و1.29% من عرقين مختلطين أو أكثر و11.94% من الهسبانيون أو اللاتينيون من أي عرق.
بلغ عدد الأسر 283 أسرة كانت نسبة 27.6% منها لديها أطفال تحت سن الثامنة عشر تعيش معهم، وبلغت نسبة الأزواج القاطنين مع بعضهم البعض 33.2% من أصل المجموع الكلي للأسر، ونسبة 15.5% من الأسر كان لديها معيلات من الإناث دون وجود شريك، بينما كانت نسبة 6.7% من الأسر لديها معيلون من الذكور دون وجود شريكة وكانت نسبة 44.5% من غير العائلات. تألفت نسبة 41.3% من أصل جميع الأسر من عدة أفراد يعيشون في نفس المنزل ونسبة 23.7% كانت تتألف من شخص يعيش بمفرده يبلغ من العمر 65 عاماً أو أكثر. وبلغ متوسط حجم الأسرة المعيشية 2.17، أما متوسط حجم العائلات فبلغ 2.94.
بلغ العمر الوسطي للسكان 39.3 عاماً. وكانت نسبة 22.6% من القاطنين تحت سن الثامنة عشر، وكانت نسبة 9.2% بين الثامنة عشر والرابعة والعشرين عاماً، ونسبة 22.9% كانت واقعةً في الفئة العمرية ما بين الخامسة والعشرين والرابعة والأربعين عاماً، ونسبة 23.2% كانت ما بين الخامسة والأربعين والرابعة والستين، ونسبة 22.1% كانت ضمن فئة الخامسة والستين عاماً فما فوق. وتوزع التركيب الجنسي للسكان بنسبة 49.5% ذكور و50.5% إناث.

## المناخ
يظهر الجدول التالي التغييرات المناخية على مدار السنة لروبنزفيل:
| البيانات المناخية لـروبنزفيل      | البيانات المناخية لـروبنزفيل | البيانات المناخية لـروبنزفيل | البيانات المناخية لـروبنزفيل | البيانات المناخية لـروبنزفيل | البيانات المناخية لـروبنزفيل | البيانات المناخية لـروبنزفيل | البيانات المناخية لـروبنزفيل | البيانات المناخية لـروبنزفيل | البيانات المناخية لـروبنزفيل | البيانات المناخية لـروبنزفيل | البيانات المناخية لـروبنزفيل | البيانات المناخية لـروبنزفيل | البيانات المناخية لـروبنزفيل |
| الشهر                             | يناير                        | فبراير                       | مارس                         | أبريل                        | مايو                         | يونيو                        | يوليو                        | أغسطس                        | سبتمبر                       | أكتوبر                       | نوفمبر                       | ديسمبر                       | المعدل السنوي                |
| --------------------------------- | ---------------------------- | ---------------------------- | ---------------------------- | ---------------------------- | ---------------------------- | ---------------------------- | ---------------------------- | ---------------------------- | ---------------------------- | ---------------------------- | ---------------------------- | ---------------------------- | ---------------------------- |
| الدرجة القصوى °ف (°م)             | 77.0 (25.0)                  | 81.0 (27.2)                  | 83.0 (28.3)                  | 90.0 (32.2)                  | 92.0 (33.3)                  | 98.0 (36.7)                  | 99.0 (37.2)                  | 98.0 (36.7)                  | 98.0 (36.7)                  | 90.0 (32.2)                  | 83.0 (28.3)                  | 76.0 (24.4)                  | 99.0 (37.2)                  |
| متوسط درجة الحرارة الكبرى °ف (°م) | 49.0 (9.4)                   | 54.0 (12.2)                  | 62.0 (16.7)                  | 69.0 (20.6)                  | 76.0 (24.4)                  | 83.0 (28.3)                  | 86.0 (30.0)                  | 86.0 (30.0)                  | 81.0 (27.2)                  | 72.0 (22.2)                  | 62.0 (16.7)                  | 52.0 (11.1)                  | 69.3 (20.7)                  |
| المتوسط اليومي °ف (°م)            | 37.0 (2.8)                   | 41.0 (5.0)                   | 48.0 (8.9)                   | 54.5 (12.5)                  | 63.0 (17.2)                  | 70.5 (21.4)                  | 74.0 (23.3)                  | 73.5 (23.1)                  | 67.5 (19.7)                  | 57.0 (13.9)                  | 48.0 (8.9)                   | 40.0 (4.4)                   | 56.2 (13.4)                  |
| متوسط درجة الحرارة الصغرى °ف (°م) | 25.0 (−3.9)                  | 28.0 (−2.2)                  | 34.0 (1.1)                   | 40.0 (4.4)                   | 50.0 (10.0)                  | 58.0 (14.4)                  | 62.0 (16.7)                  | 61.0 (16.1)                  | 54.0 (12.2)                  | 42.0 (5.6)                   | 34.0 (1.1)                   | 28.0 (−2.2)                  | 43.0 (6.1)                   |
| أدنى درجة حرارة °ف (°م)           | −19.0 (−28.3)                | −11.0 (−23.9)                | −4.0 (−20.0)                 | 15.0 (−9.4)                  | 23.0 (−5.0)                  | 33.0 (0.6)                   | 42.0 (5.6)                   | 43.0 (6.1)                   | 26.0 (−3.3)                  | 16.0 (−8.9)                  | 0.0 (−17.8)                  | −4.0 (−20.0)                 | −19.0 (−28.3)                |
| الهطول إنش (مم)                   | 5.79 (147)                   | 6.08 (154)                   | 5.42 (138)                   | 4.67 (119)                   | 5.51 (140)                   | 5.57 (141)                   | 5.02 (128)                   | 5.46 (139)                   | 4.85 (123)                   | 3.47 (88)                    | 5.40 (137)                   | 6.08 (154)                   | 63.32 (1٬608)                |
| المصدر: Weather Channel           |                              |                              |                              |                              |                              |                              |                              |                              |                              |                              |                              |                              |                              |